# احمد امین‌زاده
احمد امین‌زاده، پارا وزنه‌بردار پارالمپیکی ایرانی است. امین‌زاده متولد گتوند در استان خوزستان است. او مدال طلای وزن ۱۰۷+ کیلوگرم مردان را در پارالمپیک تابستانی ۲۰۲۴ به‌دست آورد.